# Грінфілд (Індіана)
Грінфілд (англ. Greenfield) — місто (англ. city) в США, в окрузі Генкок штату Індіана. Населення — 23 488 осіб (2020).

## Географія
Грінфілд розташований за координатами 39°47′36″ пн. ш. 85°46′21″ зх. д. / 39.79333° пн. ш. 85.77250° зх. д. (39.793283, -85.772548).  За даними Бюро перепису населення США в 2010 році місто мало площу 32,80 км², з яких 32,51 км² — суходіл та 0,29 км² — водойми. В 2017 році площа становила 35,46 км², з яких 35,12 км² — суходіл та 0,33 км² — водойми.

## Демографія
Згідно з переписом 2010 року, у місті мешкали 20 602 особи в 7983 домогосподарствах у складі 5382 родин. Густота населення становила 628 осіб/км².  Було 8818 помешкань (269/км²).
Расовий склад населення:
| - 96,6 % — білих - 0,8 % — азіатів - 0,6 % — чорних або афроамериканців - 0,3 % — корінних американців |

До двох чи більше рас належало 1,3 %. Частка іспаномовних становила 1,8 % від усіх жителів.
За віковим діапазоном населення розподілялося таким чином: 26,4 % — особи молодші 18 років, 59,6 % — особи у віці 18—64 років, 14,0 % — особи у віці 65 років та старші. Медіана віку мешканця становила 35,6 року. На 100 осіб жіночої статі у місті припадало 92,7 чоловіків;  на 100 жінок у віці від 18 років та старших — 88,7 чоловіків також старших 18 років.
Середній дохід на одне домашнє господарство  становив 60 314 долари США (медіана — 53 459), а середній дохід на одну сім'ю — 68 250 доларів (медіана — 62 663). Медіана доходів становила 47 818 доларів для чоловіків та 37 554 долари для жінок. За межею бідності перебувало 8,5 % осіб, у тому числі 11,5 % дітей у віці до 18 років та 5,9 % осіб у віці 65 років та старших.
Цивільне працевлаштоване населення становило 9672 особи. Основні галузі зайнятості: освіта, охорона здоров'я та соціальна допомога — 19,9 %, виробництво — 17,5 %, роздрібна торгівля — 14,9 %.